# Fire Emblem
Fire Emblem (ファイアーエムブレム, Faiā Emuburemu, en valencià: Emblema de foc) és una popular franquícia de videojocs del gènere de RPG tàctic (estratègia i rol) desenvolupada per Intelligent Systems, dissenyada per Shouzou Kaga i distribuïda per Nintendo. Fire Emblem es caracteritza per la barreja dels gèneres d'estratègia i rol, per ser pioners en aquest tipus de jocs i per tenir una gran influència del folklore medieval europeu.
La sèrie consta de 10 jocs fins al moment. La saga ha vist la llum en la majoria de consoles de Nintendo (NES, SNES, Game Boy Advance, GameCube, Wii i Nintendo DS).
Fire Emblem: Rekka no Ken, el setè joc de la franquícia, es va convertir en el primer joc de la saga en llançar-se internacionalment en 2003. Presentat fora del Japó amb l'escarit títol de Fire Emblem, el joc es va dissenyar principalment pels nous jugadors occidentals. Tenint açò en compte, des del primer capítol es mostra un tutorial per a aprendre el mode de joc que dura deu capítols. A partir d'aquest joc, tot títol de Fire Emblem ha estat presentat internacionalment. A pesar d'açò, els jocs anteriors a aquest segueixen sense veure la llum en occident.

## Modes de joc

### Bàsic
Fire Emblem és una sèrie de jocs d'estratègia per torns en els quals el jugador maneja les seues unitats/personatges per un mapa amb l'objectiu de derrotar els enemics per a complir amb la missió del capítol: prendre un castell, sobreviure X torns l'atac enemic, acabar amb tots els enemics del mapa o derrotar a un cap. La saga també conté aspectes de RPG tradicionals; així per exemple, el jugador pot usar els seus diners per a comprar armes i objectes especials de les tendes, visitar pobles, tenir converses amb PNJ o personatges antagonistes, així com intercanviar objectes entre personatges i adquirir punts d'experiència en cada lluita per a augmentar el nivell i les característiques de cada unitat.
El sistema de combat està basat en el triangle d'armes en el qual cada tipus d'arma té avantatge sobre unes i desavantatge enfront d'unes altres, mètode basat en el joc de pedra-paper-tisores. Des de Fire Emblem: Seisen no Keifu, el triangle d'armes és el següent: la llança derrota a l'espasa, esta última derrota a la destral, i esta altra a la llança. Aquestes armes només poden usar-se per a atacar unitats adjacents. Encara que hi ha algunes armes especials, com les destrals llançables o javelines que poden llançar-se a unitats més llunyanes. L'arc no s'ajusta a aquest triangle, aquesta arma produeix un dany mortal a les unitats voladores, com els pegasos, però per contra, l'arquer és molt vulnerable als atacs directes. L'arc només pot emplearse per a atacar a distància, no és vàlid per a atacar a enemics adjacents.
La saga Fire Emblem també es caracteritza per l'ús de la màgia. Amb els encanteris ocorre alguna cosa similar a les armes: existeix el triangle de màgia, que de vegades varia d'un joc a un altre. Aquest triangle de màgia per a alguns jocs és: encisos de Llum vencen als Foscs, els Foscs vencen als d'Ànima, i els d'Ànima vencen als de Llum. En altres jocs: Foc venç a Vent, Vent venç a Tro i aquest a Foc. Els encisos poden llançar-se a distància i a enemics adjacents indistintament.
Les armes i encanteris en Fire Emblem tenen un nombre determinat d'usos, després dels quals, l'arma o encanteri es trenca i desapareix. Existeix algun joc de la saga que no segueix aquesta pauta, i els seus usos poden ser infinits. De totes maneres, açò és una mica evitable, ja que en alguns jocs el jugador té l'opció de reparar qualsevol arma en canvi de certa quantitat de diners. Açò no és necessari per a les armes típiques, perquè poden trobar-se en abundància en el camp de batalla en els cossos dels enemics abatuts, sinó que és molt útil per a armes especials, de les quals només existeix un exemplar i no es poden obtenir més en el joc. També poden canviar-se les armes velles per noves en el ferrer local. Les armes poden ser de ferro, acer i plata, algunes arribant a tenir algun tipus d'encanteri. Com més gran siga la qualitat de l'arma, més punts de vida arrancarà a l'enemic, encara que també menys usos se li podrà donar.

### Unitats
A diferència de jocs com Advance Wars i altres jocs RPG tàctics com és Final Fantasy Tactics, el generador de personatges no existeix. En el seu lloc, s'utilitzen diferents classes i personatges, cadascuna amb diferents habilitats classes de personatges tenint aquests passat i personalitat. La força de les estadístiques del personatge és menuda al principi de cada partida, però quan es progressa durant el joc aquest avança en les seues habilitats, altres unitats també poden unir-se a la causa del personatge principal si és necessari a través dels esdeveniments de la trama i les accions que es prenguen.
Usant les unitats en les batalles es donen al personatge punts d'experiència; el nivell del personatge augmentarà a l'arribar als 100 punts d'exp. Anivellar als altres personatges no principals es pot fer usant-los, o bé donant-los experiència, no obstant això a l'acabar amb un enemic que siga cap del nivell, dependrà si el personatge té un nivell avançat o baix, ja que si aquest té major nivell en la seua classe tindrà menys puntuació i si per contra aquest no té tant nivell de classe tindrà més punts d'experiència que l'anterior.
Així quan el nivell d'un personatge puja, poden tenir la possibilitat de canviar el nivell de classe que tenen, moltes vegades açò es coneix com a «promoció», depenent de les regles de cada joc de la franquícia, els personatges poden ser «promocionats» pel seu nivell d'experiència, o a través d'un objecte en particular que forçara la promoció de la unitat. Els personatges poden avançar de promoció i estadístiques amb habilitats especials que el jugador pot donar-los, aquestes sol poden ser donades als personatges de major nivell. Per exemple, Oscar, un cavaller de llança en Fire Emblem: Path of Radiance, canviarà de nivell automàticament a l'arribar al nivell 21, tornant-se paladí de nivell 1. Se li donen punts extra per la seua nova posició, i pot moure's dos torns -a l'atacar i a l'acabar l'atac-, i pot portar ja siga espases, destrals o arcs juntament amb l'arma addicional que tenia, en aquest cas, llança.

### Relacions
Romanç i amistat són temes essencials a les sèries de Fire Emblem. Començant pel sisè lliurament, Fuuin no Tsurugi, aquesta característica es començà juntament amb la mode de joc, aquest mateix es basa en el per a tenir converses de suport.
En els títols per a GBA de Fire Emblem, estes converses poden aparèixer tenint a les parelles juntes o a l'acabar els seus torns i mantenir-los u al costat de l'altre. Després d'un nombre considerable de nivells en el joc, el jugador té l'opció de conversa de suport entre els dos personatges.
Path of Radiance simplificà aquesta opció solament tenint als personatges durant les batalles junts i no necessàriament adjacents un a l'altre. Cada vegada que els dos personatges tenen una conversa, l'afinitat que tenen un per l'altre incrementarà, donant-los estadístiques de suport i activant un bonus de suport cada vegada que estan prop en el camp de batalla. Si dos personatges tenen una relació romàntica, una forta amistat, o altre tipus de connexió, aquests arriben a tenir tres nivells de suport, el resultat d'aquestes converses afectarà el final del joc. Depenent dels personatges, tals resultats poden acabar en unes noces, una profunda amistat, o una continuació de la seua relació.

### Mort
Els personatges/unitats de Fire Emblem als quals se'ls acaben els punts de vida i moren, no poden tornar a usar-se en el que queda de joc. La partida continua de manera normal, perquè encara que la unitat no estarà disponible per al combat, i si és necessari per a la trama, el personatge apareixerà en les escenes de diàleg que enllacen els capítols. Aquesta regla també afecta els PNJ i a les unitats enemigues. Per a evitar la baixa definitiva del personatge, l'única opció del jugador és tornar a començar el capítol. Aquesta regla va més enllà quan es tracta d'un personatge principal, ja que si mor, la partida acaba i el jugador és obligat a reiniciar el capítol des del principi.
Existeixen diverses excepcions en jocs com: Fire Emblem: Monshō no Nazo (Mystery of the Emblem→FE3),Fire Emblem: Seisen no Keifu (Genealogy of Holy War→FE4), Fire Emblem: Rekka no Ken (Blazing sword, Fire Emblem 1 a Europa→FE7) i Fire Emblem: Path of Radiance, en els quals els personatges caiguts poden tornar a usar-se en algun punt del joc. A més, en alguns jocs també poden ressuscitar-se unitats usant certs sortilegis, papirs o bastons, encara que solen ser elements bastant estranys i limitats. Aquesta excepció no és aplicable als personatges principals.

## El nom de la sèrie
Fire Emblem (l'emblema de foc) es refereix a un objecte sobre el qual gira la trama de cada joc o que té especial rellevància dins d'ella. L'objecte i la seua història varien segons el joc:
- El Fire Emblem original de Fire Emblem: Ankoku Ryū to Hikari no Tsurugi era un escut que permetia al seu portador usar l'espasa Falchion. En Fire Emblem: Monshō no Nazo és el mateix objecte.

- En Fire Emblem: Seisen no Keifu, no s'esmenta, no obstant això es diu que és l'escut de la casa de Velthomer.

- En Fire Emblem i Fire Emblem: Fūin no Tsurugi, el Fire Emblem és una pedra preciosa necessària per a reconèixer a l'hereu al tron de Biran.

- En Fire Emblem: The Sacred Stones, és la Pedra Sagrada de Grau en la qual va ser tancat l'esperit del Rei Dimoni.

- En Fire Emblem: Path of Radiance i Fire Emblem: Radiant Dawn, és el medalló de Lehran, on dorm un déu fosc, i solament despertarà si passen 1.000 anys des del seu tancament o si en el món hi ha una guerra que ocupe tot el continent.

## Jocs
Esta és una llista dels jocs que han eixit a la venda des de l'aparició de la franquícia.
| Títol occidental                                                                     | Títol japonés | Consola           | Any                 | Notes |
| ------------------------------------------------------------------------------------ | --- | ----------------- | ------------------- | --- |
| Fire Emblem: Ankoku Ryū to Hikari no Tsurugi (Dragon of Darkness and Sword of Light) | ファイアーエムブレム 暗黒竜と光の剣 (Fire Emblem: Ankoku Ryū to Hikari no Tsurugi)                               | NES               | 1990                | Primer joc que dona nom a la saga. |
| Fire Emblem Gaiden                                                                   | ファイアーエムブレム外伝 (Fire Emblem Gaiden)                                                                    | NES               | 1991                | Història alternativa relacionada amb la primera. |
| Fire Emblem: Monshō no Nazo (Mystery of the Emblem)                                  | ファイアーエムブレム 紋章の謎 (Fire Emblem: Monshō no Nazo)                                                      | Super NES         | 1993                | És un remake del primer joc acompanyat de la seua seqüela. |
| Fire Emblem: Seisen no Keifu (Genealogy of Holy war)                                 | ファイアーエムブレム 聖戦の系譜 (Fire Emblem: Seisen no Keifu)                                                   | Super NES         | 1996                | El primer Fire Emblem en presentar un nou món sense relació amb el dels anteriors jocs. Apareixen noves característiques i mecàniques en la saga.                                                                                         |
| Fire Emblem: Thracia 776                                                             | ファイアーエムブレム トラキア776 (Fire Emblem: Thracia 776)                                                      | Super NES         | 1999                | La història succeïx alhora que la de Seisen no Keifu. Fou l'últim joc de la saga per a Super Famicom. |
| Fire Emblem: Fūin no Tsurugi (Sword of Seals)                                        | ファイアーエムブレム 封印の剣 (Fire Emblem: Fūin no Tsurugi)                                                     | Game Boy Advance  | 2002                | El primer Fire Emblem per a una portàtil. |
| Fire Emblem (Blazing sword)                                                          | ファイアーエムブレム 烈火の剣 (Fire Emblem: Rekka no Ken)                                                        | Game Boy Advance  | 2003                | El primer títol de Fire Emblem llançat internacionalment i protoseqüela de Fūin no Tsurugi. |
| Fire Emblem: The Sacred Stones                                                       | ファイアーエムブレム 聖魔の光石 (Fire Emblem: Seima no Koseki)                                                   | Game Boy Advance  | 2004                | Incorpora mecàniques de joc no vistes des de Fire Emblem Gaiden. |
| Fire Emblem: Path of Radiance                                                        | ファイアーエムブレム 蒼炎の軌跡 (Fire Emblem: Soen no Kiseki)                                                    | Nintendo GameCube | 2005                | El primer títol en mostrar gràfics tridimensionals i incorpora Full motion video. |
| Fire Emblem: Radiant Dawn                                                            | ファイアーエムブレム 暁の女神 (Fire Emblem: Akatsuki no Megami)                                                  | Wii               | 2007                | Seqüela de Fire Emblem: Path of Radiance. |
| Fire Emblem: Shadow Dragon                                                           | ファイアーエムブレム 新・暗黒竜と光の剣 (Fire Emblem: Shin · Ankoku Ryū to Hikari no Tsurugi)                    | Nintendo DS       | 2008                | És un remake del primer joc amb funcions en línia. |
| Fire Emblem: Shin Monshō no Nazo: Hikari to Kage no Eiyū                             | ファイアーエムブレム 新・紋章の謎 ～光と影の英雄～ (Faiā Emuburemu Shin Monshō no Nazo ~Hikari to Kage no Eiyū~) | Nintendo DS       | 2010                | És un remake de Fire Emblem: Mystery of the Emblem i seqüela de Shadow Dragon. És el primer joc de la sèrie per oferir personalització dels personatges i també per permetre als jugadors l'opció de desactivar l'opció "mort permanent". |
| Fire Emblem Awakening                                                                | ファイアーエムブレム 覚醒 (Faiā Emuburemu: Kakusei)                                                              | Nintendo 3DS      | 2013 (2012 al Japó) | És el primer Fire Emblem des de Sacred Stones que té un mapa del món accessible entre batalles. Té contingut descarregable en què el jugador pot lluitar en contra i fer equip amb els personatges dels anteriors jocs de Fire Emblem.    |
| Fire Emblem Fates                                                                    | ファイアーエムブレムｉｆ (Faiā Emuburemu if)                                                                     | Nintendo 3DS      | 2016 (2015 al Japó) | És el primer Fire Emblem on es poden triar diferents camins amb diferents històries, unitats i finals cadascun. Les tres opcions són Conquest, Birthright i Revelation. De manera similar a Awakening, també té contingut descarregable.  |
| Shin Megami Tensei X Fire Emblem                                                     | 真・女神転生 Ｘ ファイアーエムブレム (Shin Megami Tensei Kurosu Faiā Emuburemu)                                  | Wii U             | TBA                 | Està desenvolupat també per Atlus i és el primer crossover de la sèrie excloent Super Smash Bros., aquest cas amb la sèrie Shin Megami Tensei d'Atlus.                                                                                    |

## Música
Les partitures originals dels jocs de Fire Emblem han estat compostes per Yuka Tsujiyoko, excepte la de Fire Emblem: The Sacred Stones, composta per Saki Haruyama, Yoshihiko Kitamura i Yoshito Hirano, sota la supervisió directa de Tsujiyoko.
En els primers vuit jocs de la saga, la música és únicament instrumental. Fire Emblem: Path of Radiance va canviar aquesta característica i va incloure un tema vocal en els seus títols de crèdit: Life Returns; així com en Fire Emblem: Radiant Dawn es va incloure altre tema vocal, dit: Dawn Awakens.
Molta de la música d'un títol, se sol tornar a utilitzar en altres posteriors. Per exemple, el talle Fire Emblem Main Theme apareix en tots els títols de la saga, en diferents punts del joc. Així com Together we ride, música de reclutament d'unitats, o la música usada en les batalles. Al reutilitzar la música solen modificar-se afegint nous arranjaments i fins i tot destinant-la a altra fi de la que va ser designada originalment: per exemple, la partitura musical per als mapes de prova en Path of Radiance era originalment la partitura per al capítol deu de Fire Emblem: Seisen no Keifu.

## Altres mitjans

### Anime
En 1995, fou produït (en col·laboració amb KSS) i emès un OVA dit simplement Fire Emblem. Està basat en les primeres escenes de Monshō no Nazo, i es compon de dos episodis. El seu protagonista és Marth, i tots els personatges que apareixen són d'aquest joc.

### Joc de cartes
El joc de cartes col·leccionables de Fire Emblem fou publicat per NTT Publishing Co., Ltd. a l'agost de 2001. Sis sèries van ser realitzades abans de la seua fi en 2006. Les tres primeres sèries estaven basades en els personatges de Seisen no Keifu. La quarta en els personatges de Thracia 776, i l'Antologia d'expansió de personatges d'ambdós jocs, però dibuixats per diversos artistes. En les dues últimes, figuren els personatges de Monshō no Nazo. El joc de cartes és similar a la forma de batalla en els jocs, però s'usen cartes de personatges, terrè, armes, cartes especials, etc. NTT Publishing també va publicar els llibres i bandes sonores de Fire Emblem.

### Aparicions en altres jocs
Des de la seua aparició en 1990, Fire Emblem ha romàs en gran manera dins de les fronteres japoneses. En 2001, no obstant això, fou llançat un joc que continguera els personatges més famosos de la saga de Nintendo, Super Smash Bros. Melee. Aquest joc conté a dos personatges de la saga Fire Emblem: Marth, protagonista del primer ( Fire Emblem: Ankoku no Ryū a Hikari no Ken) i tercer joc de la sèrie (Fire Emblem: Monshō no Nazo); i Roy, protagonista del sisè joc, inèdit en eixe moment, Fire Emblem: Fūin no Tsurugi. Segons la pàgina web de Nintendo, Marth fou inclòs per la petició dels jugadors japonesos. Si Marth està desbloquejat, es pot canviar la música del Tempere Hyrule a una barreja de la melodia de Fire Emblem Main Theme i Encounter Theme d'Ankoku Ryū to Hikari no Ken.
El disseny i jugabilitat de Marth va atraure l'atenció de Nintendo America durant la seua fase de localització, pel que es va decidir la seua inclusió en la versió per a Amèrica del Nord. Roy s'havia inclòs al Japó per a promocionar el joc Fūin no Tsurugi. A causa de la popularitat adquirida gràcies a Super Smash Bros. Melee, Nintendo va decidir localitzar i publicar els jocs de Fire Emblem a Amèrica i Europa.
En Super Smash Bros. Brawl, Marth segueix sent un personatge jugable, al costat d'Ike de Path of Radiance i Radiant Dawn. Lyn, una lord de Fire Emblem, apareix com Ajudant i molts altres personatges fan aparició com trofeus, adhesius i altres coses. Fire Emblem Theme està basat en la melodia de Fire Emblem de l'anterior joc, contant amb alguns retocs i la lletra en llatí, encara que la melodia de Fire Emblem del Melee també apareix, entre altres cançons de la saga. Una prova de joc del Fire Emblem: Monshou no Nazo fou inclosa en la versió japonesa del Super Smash Bros. Brawl.
En altres jocs d'Intelligent Systems, com Paper Mario: La Porta Mil·lenària, un personatge secundari parla sobre els seus videojocs favorits. El primer a esmentar és Fire Emblem. A més, el joc de Nintendo DS Daigasso! Band-Brothers inclou el tema de Fire Emblem.